# Gershom Scholem
Gershom Scholem (hebreiska: גרשם שלום), född 5 december 1897 i Berlin, död 21 februari 1982 i Jerusalem, var en tysk-israelisk filosof och historiker. Han hette ursprungligen Gerhard Scholem men i samband med att han flyttade från Tyskland till Palestina bytte han namn från Gerhard till Gershom. Han är allmänt ansedd som grundare av den moderna vetenskapliga forskningen om kabbalan, den judiska mystiken, och han kom också att bli den förste professorn i judisk mystik vid Hebreiska universitetet i Jerusalem, där han verkade som professor i fyrtio år. Han betraktas som den främste forskaren inom judisk mystik och en av 1900-talets inflytelserikaste forskare. Bland hans nära vänner fanns filosoferna Walter Benjamin och Leo Strauss samt historikern Morton Smith och Scholems brevkorrespondenser med bland andra dessa tre har publicerats.
Scholem har bland annat givit ut en samling föredrag, Major Trends in Jewish Mysticism (1941) och en biografi över Sabbatai Zvi, Sabbatai Sevi, the Mystical Messiah (1973). Hans samlade föredrag och essäer, utgivna under titeln On Kabbalah and its Symbolism (1965), har bidragit till att sprida kännedom om judisk mystik.

## Biografi

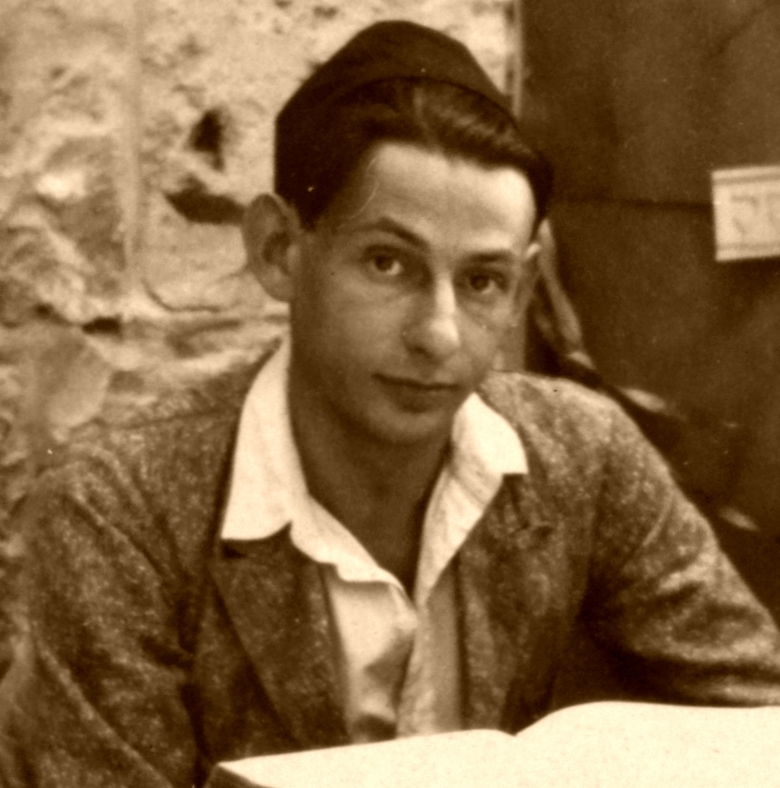
Gershom Scholem år 1925

Scholem föddes i Berlin år 1897 i en judisk medelklassfamilj som yngste son till Arthur Scholem och Betty Hirsch Scholem och gavs tilltalsnamnet Gerhard. Hans far var assimilerad jude och tysk nationalist. Den unge Gerhard revolterade mot sin fars politiska hållning, borgerliga livsstil och tyska nationalism och anslöt sig till den sionistiska rörelsen. Detta ledde slutligen till att Arthur Scholem kastade ut sin son.
Gerhard Scholems intresse för sionismen väcktes 1911, och trots sin fars motstånd kunde han 1913 med sin mors bistånd börja studera hebreiska och Talmud. Redan som 16-åring var han en hängiven sionist och politisk aktivist.
År 1915 relegerades Scholem från skolan för sin antikrigsagitation. Trots detta kunde han snart fortsätta sina studier vid Humboldt-universitetet i Berlin, där han studerade matematik, filosofi, och hebreiska. Under de följande åren kom han också att lära känna och ta intryck av Martin Buber, Samuel Agnon, Zalman Shazar, och framför allt Walter Benjamin, som kom att få ett djupt inflytande på Scholems intellektuella karriär. Han träffade Benjamin 1915 då han var sjutton år och Benjamin tjugotre år. De inledde en livslång vänskap som tog slut först när Benjamin begick självmord i samband med nazisternas förföljelser 1940. I Berlin träffade Scholem också Leo Strauss och de blev vänner. De skulle komma att vara vänner livet ut och deras brevkorrespondens pågick ända fram till Strauss död 1973.

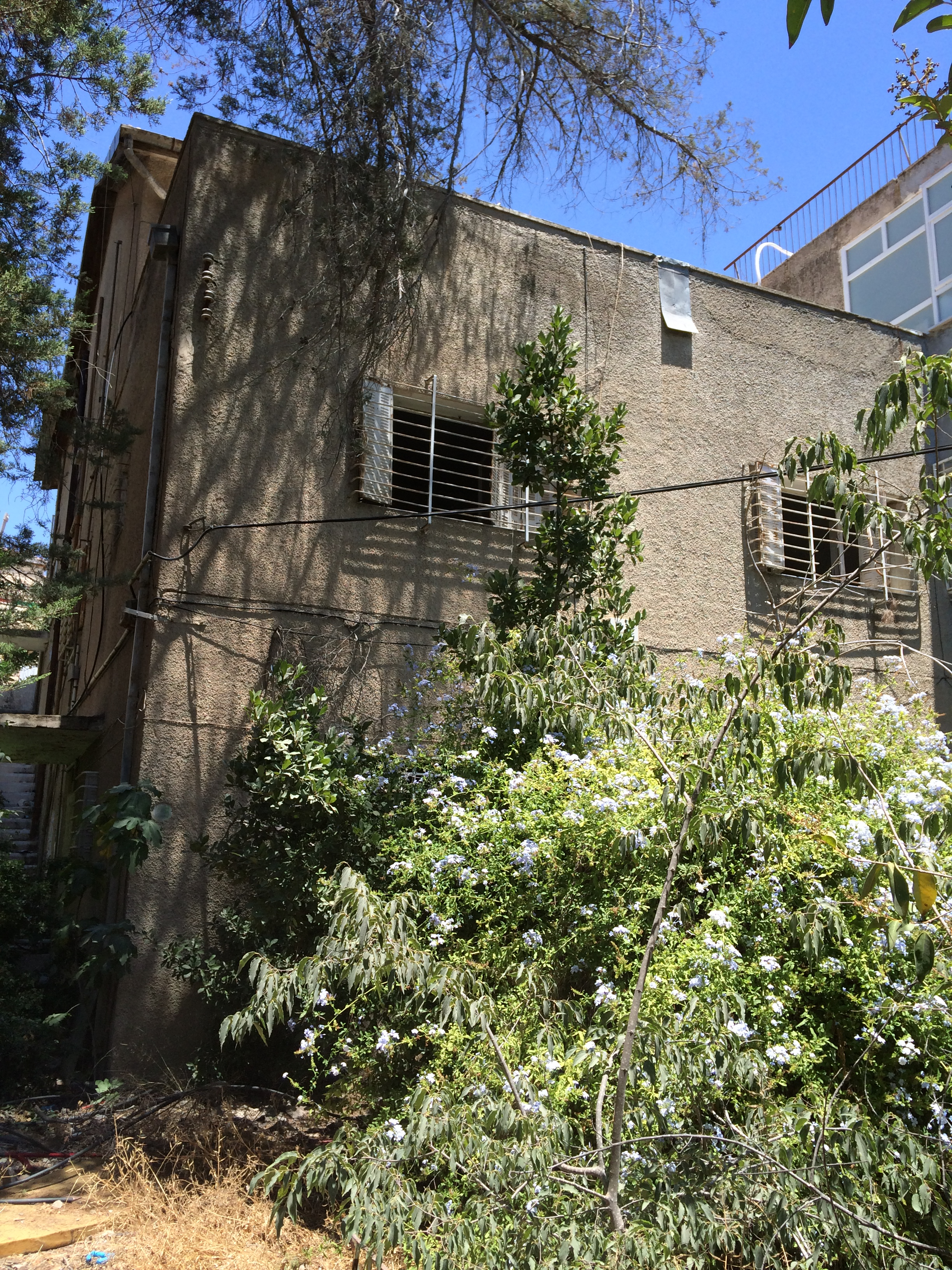
Gershom Scholems hem på Abravanelgatan 28 i Jerusalem.

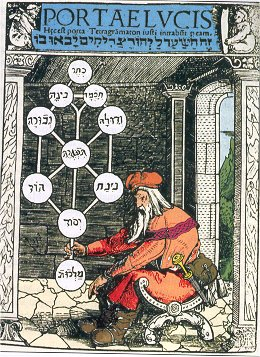
Scholems bok Zohar: The Book of Splendor från 1961. På omslaget en 1600-talsmålning föreställande livets träd.

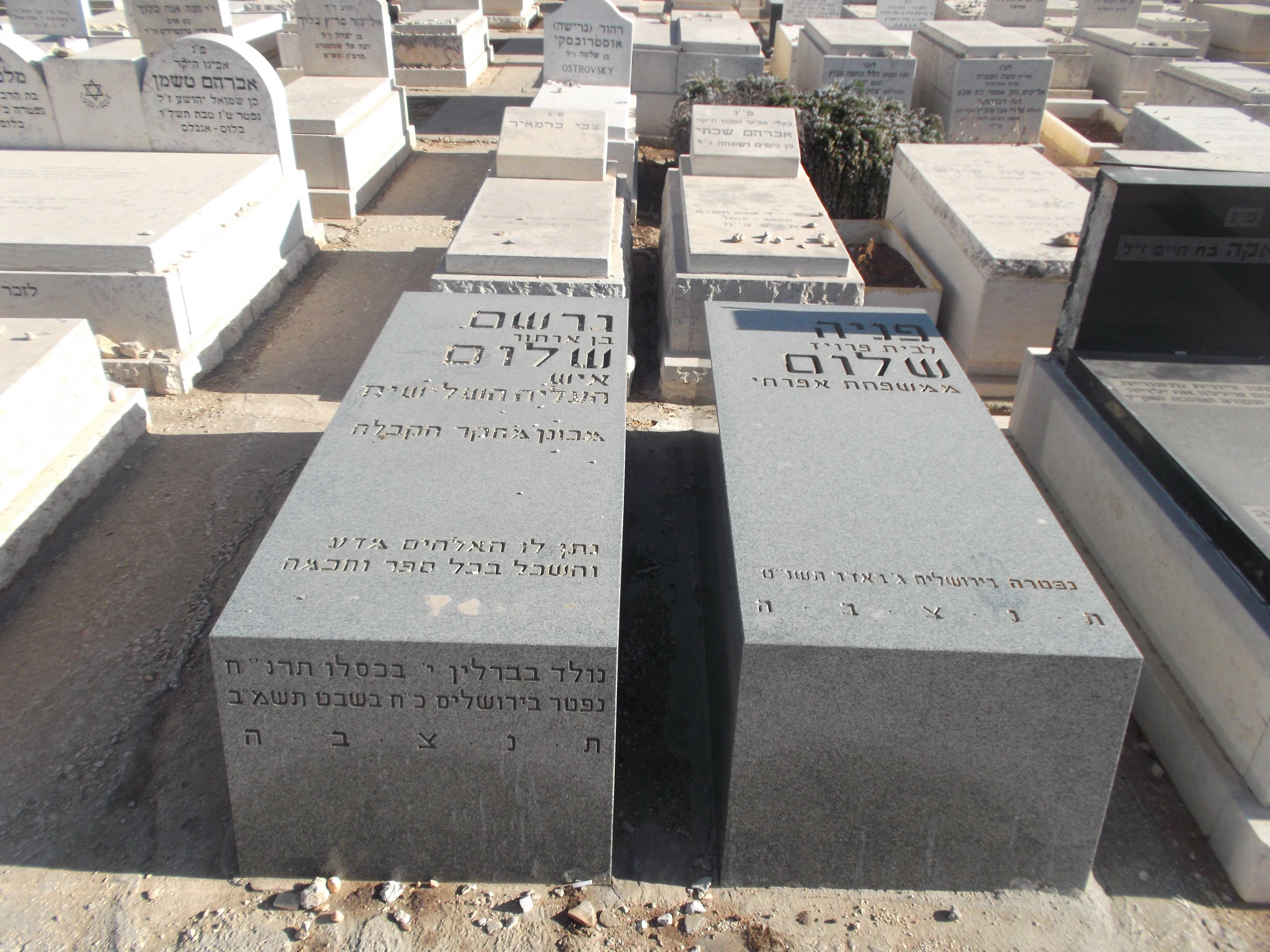
Gershom och Fania Scholems gravar på Sanhedria-kyrkogården i Jerusalem.

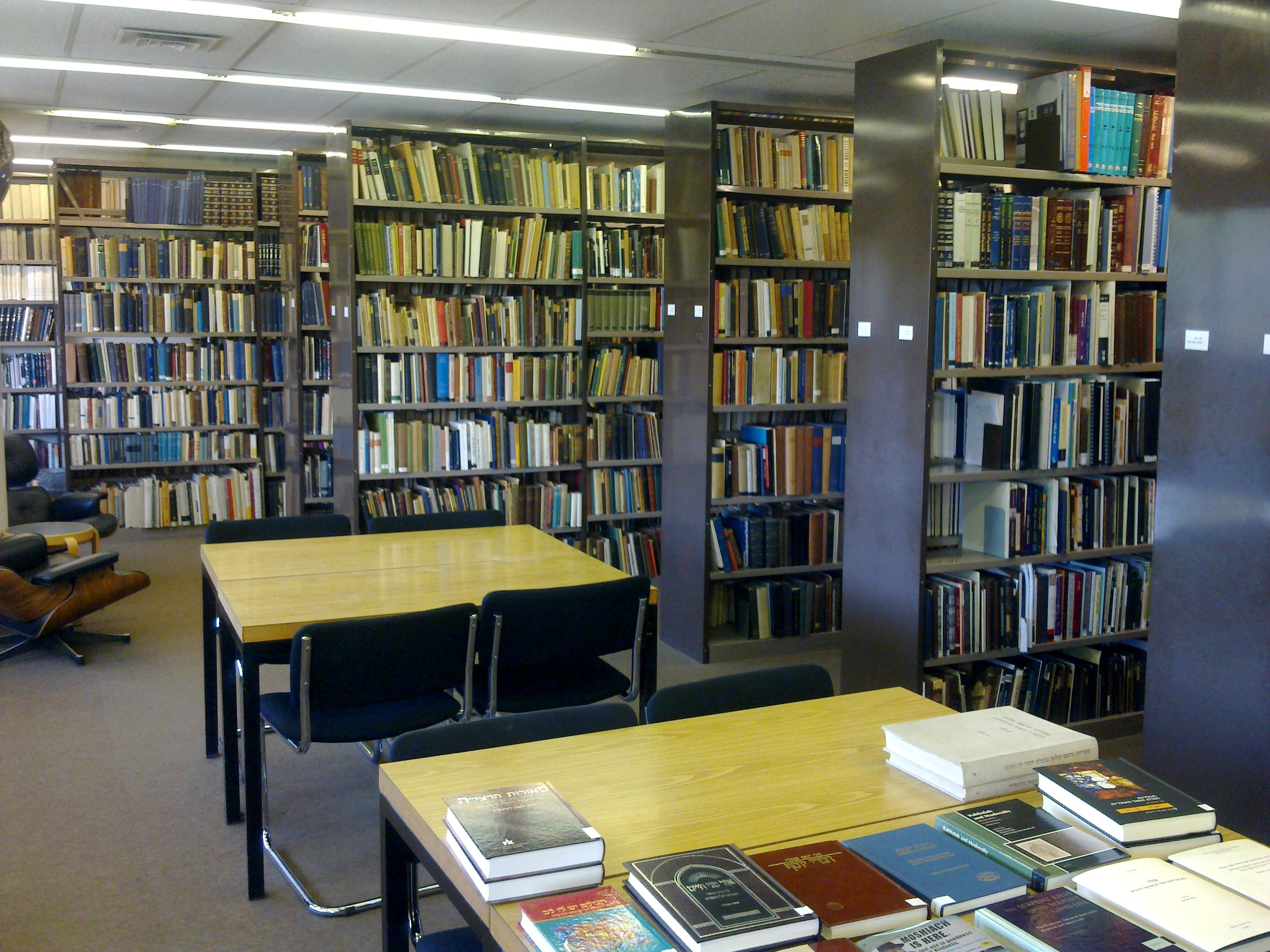
Gershom Scholem-biblioteket i Israels nationalbibliotek vid det Hebreiska universitetet i Jerusalem. Samlingen består av bortåt 35 000 föremål med inriktning på kabbalan och judisk mystik och är den enda i sitt slag i världen. Huvuddelen av samlingen består av Scholems personliga bibliotek som efter hans död skänktes till biblioteket.

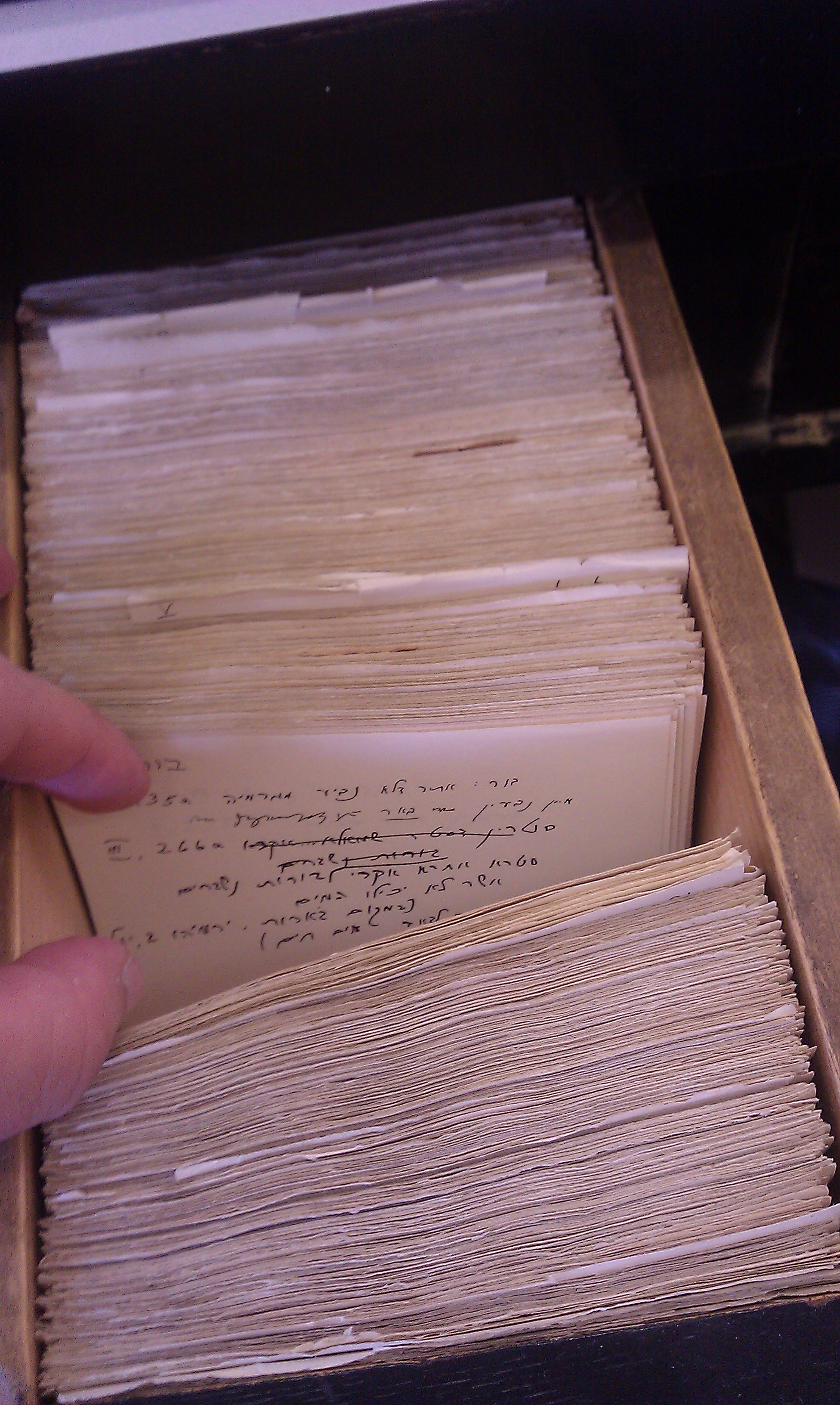
Scholems kortkatalog, i vilken han brukade skriva notiser.

År 1917 blev Scholem, trots sitt starka motstånd mot den tyska nationalismen och sitt uttalade motstånd mot kriget, i likhet med de flesta andra unga män inkallad i armén för att deltaga i det som senare skulle benämnas Första världskriget. Scholem låtsades vara psykiskt sjuk och efter att ha varit under observation en tid ansågs han slutligen var olämplig för tjänstgöring. I januari 1918 skickades han hem med motiveringen att han var en ”psykopat, för stunden olämplig för tjänstgöring”.
Scholem kom därefter att studera matematisk logik vid universitetet i Jena under ledning av Gottlob Frege, men kom till insikten att han saknade verklig begåvning för matematik. I stället kom han att fokusera på studier om kabbalan. I likhet med många andra studenter i Tyskland vid denna tid läste Scholem på många universitet. År 1918 var han i Bern tillsammans med Walter Benjamin och träffade då Elsa (Escha) Burchardt, som skulle bli hans första hustru. Scholem återvände till Tyskland 1919, där han avlade examen i semitiska språk vid Ludwig-Maximilians-Universität München.
Scholem skrev också sin doktorsavhandling i München. Denna bestod av en översättning av en av de äldsta kabbalistiska skrifterna, Sefer habbahir (Upplysningens bok), med kommentarer till densamma. Han försvarade sin avhandling i januari 1922 med distinktionsbetyget summa cum laude (med högsta beröm). Med sin dragning till sionismen och med uppmuntran från Martin Buber, emigrerade Scholem till det dåvarande brittiska protektoratet Palestina i september 1923. I samband med flytten bytte han också namn från Gerhard till Gershom Scholem.
I Palestina kom han att ägna sin tid åt studier av den judiska mystiken, först i egenskap av bibliotekarie vid den ”hebreiska avdelningen” i det nyligen inrättade Nationalbiblioteket som låg i anslutning till det som skulle bli Hebreiska universitetet i Jerusalem. I denna position fick Scholem möjlighet att samla och katalogisera hundratals kabbalistiska handskrifter. Det var vid denna tid hans karriär tog sin början, fastän han först senare skulle erhålla sin tjänst på fakulteten. Han blev med tiden också chef på avdelningen för hebreiska och judaica på biblioteket. Senare kom han att undervisa på Hebreiska universitetet, med inriktning på kabbalan och den judiska mystiken. Scholem angrep kabbalan vetenskapligt och utnämndes som första person 1933 till professor i judisk mystik. Han innehade den tjänsten fram till 1966 då han blev professor emeritus. 
År 1936 gifte Scholem sig för andra gången, denna gång med Fania Freud. År 1940 anlände Morton Smith till Jerusalem där han stannade i fem år och kom att doktorera med en avhandling på hebreiska vid Hebreiska universitetet. Gershom Scholem blev hans mentor och de utvecklade en vänskap som bestod fram till Scholems död i Jerusalem 1982. En samling med deras brevkorrespondens under nästan fyra årtionden finns publicerad.

## Vetenskaplig gärning
Fram till 1937 lät Scholem publicera mängder av artiklar och flera böcker som behandlade den kabbalistiska litteraturens historia och utveckling, däribland biografier över några framträdande gestalter, och några verk utgivna direkt från manuskript. Hans uppsats Redemption through Sin som utkom 1937, revolutionerade studiet av den shabbatistiska rörelsen och föreställningarna om den medeltida och tidiga moderna judiska historien. År 1941 publicerade han sin första stora översiktliga sammanställning, Major Trends in Jewish Mysticism, som genast kom att bli standardläroboken om den judiska mystiken.
Under sin livstid utgav Scholem fler än fyrtio böcker och nästan 700 artiklar, de allra flesta rörande olika aspekter av judisk mystik, messianism, chassidism, magi och relaterade ämnen. Särskilt värda att nämna är hans Zur Kabbala und ihrer Symbolik och Sabbatai Sevi: The Mystical Messiah. I detalj lät han påvisa den roll som den judiska mystiken spelade i den judiska religiösa kulturen, genom att visa att den tillhörde den judiska kulturens huvudfåra och inte, som många tidigare argumenterat, utgjorde en abnormitet i utkanten.
Scholems studier förlänade honom en plats som en av sionismens mest skarpsinniga röster. Han framställde den äldre judiska historien som levande och dynamisk och beskrev de intensiva andliga krafterna som under hela den judiska historien verkade på motstridiga sätt. Han bestred sionismens messianska natur och vidhöll att det krävdes politiska och realistiska angreppssätt för att lösa judendomens samtida problem.
Efter hans död kom många av hans dittills opublicerade verk att ges ut, inklusive hans självbiografi, Von Berlin nach Jerusalem.

## Utmärkelser
- År 1958 erhöll Scholem utmärkelsen Israelpriset i judiska studier.[19]
- År 1968 valdes han till ordförande för Israel Academy of Sciences and Humanities.
- År 1969 erhöll han “Yakir Yerushalayim”-priset.[20]
- År 1977 erhöll han Bialikpriset för judiskt tänkande.[21]

## Publikationer i urval
- Das Buch Bahir: Ein Schriftdenkmal aus der Frühzeit der Kabbala auf Grund der kritischen Neuausgabe von Gerhard Scholem. Reihe‚ Quellen und Forschungen zur Geschichte der jüdischen Mystik‘, Drugulin-Vlg. (Leipzig, 1923)
- Bibliografia Kabbalistica mit einem Anhang: Bibliographie des Zohar und seiner Kommentar (Leipzig, 1927)
- Die Geheimnisse der Schöpfung. Ein Kapitel aus dem Sohar (Schocken Verlag, Berlin 1935)
- Major Trends in Jewish Mysticism (New York, 1941)
- The Beginnings of Kabbalism (1949)
- Zohar: The Book of Splendor: Basic Readings from the Kabbalah (New York: Schocken, 1949)
- Die jüdische Mystik in ihren Hauptströmungen.  Rhein-Vlg. (Zürich, 1957)
- Jewish Gnosticism, Merkabah Mysticism, and the Talmudic Tradition (New York: Jewish Theological Seminary, 1960)
- Zur Kabbala und ihrer Symbolik (Zürich: Rhein-Verlag, 1960)
- Von der mystischen Gestalt der Gottheit. Studien zu Grundbegriffen der Kabbalah  (Zürich, 1962)
- Ursprung und Anfänge der Kabbala (Berlin: Walter de Gruyter, 1962); engelsk översättning Origins of the Kabbalah (Philadelphia: JPS; Princeton, NJ: Princeton University Press, 1987)
- Tillsammans med Hannah Arendt, Eichmann in Jerusalem: Exchange of Letters between Gershom Scholem and Hannah Arendt, Encounter, 22/1 (1964)
- On the Kabbalah and Its Symbolism (London: Routledge & Kegan Paul, 1965)
- Über einige Grundbegriffe des Judentums (Frankfurt am Main: Suhrkamp, 1970)
- The Messianic Idea in Judaism and other Essays on Jewish Spirituality (New York: Schocken Books, 1971)
- Sabbatai Sevi: The Mystical Messiah (Princeton: Princeton University Press, 1973)
- Kabbalah (Meridian Books: New York, 1974)
- On Jews and Judaism in Crisis: Selected Essays (New York, 1976)
- Von Berlin nach Jerusalem. Jugenderinnerungen (Frankfurt am Main: Suhrkamp Verlag, 1977)
- From Berlin to Jerusalem: Memories of My Youth, 1977; översättning till engelska Harry Zohn (New York: Schocken Books, 1980)
- Walter Benjamin: die Geschichte einer Freundschaft (Suhrkamp, Frankfurt am Main, 1975). Walter Benjamin: the Story of a Friendship, översättning till engelska Harry Zohn (New York: Schocken Books, 1981)
- “The Concept of Kavvanah in Early Kabbalah” i Studies in Jewish Thought: An Anthology of German Jewish Scholarship,  Alfred Jospe (ed.), 114–122 (Detroit: Wayne State University Press, 1981)
- On the Mystical Shape of the Godhead: Basic Concepts in the Kabbalah (New York: Schocken, 1991)
- The Fullness of Time: Poems, översättning till engelska Richard Sieburth (Jerusalem: Ibis Editions, 2003)
- On History and Philosophy of History, "Naharaim: Journal for German-Jewish Literature and Cultural History", v, 1-2 (2011), s. 1–7.
- “On Franz Rosenzweig and his Familiarity with Kabbala Literature”, Naharaim: Journal for German-Jewish Literature and Cultural History, vi, 1 (2012), s. 1–6.